# 董懋
董懋（1518年—？年），字子功，號豸屏，四川瀘州民籍，江西臨江府清江縣人。

## 生平
十月初七日生，行二，治《詩經》，由州學附學生中式壬子科（1552年）四川鄉試第四十三名舉人，年三十九歲中式嘉靖三十五年（1556年）丙辰科會試中式第一百四十二名，第三甲第八十九名進士。户部观政，授户部主事，卒。

## 家族
曾祖董賓榮；祖董琦；父董澄，典膳；母黃氏。具慶下；兄愛，弟㦂；應。有子董廷策（娶朱茹之女）、董文江。